# Secretaría de Educación de Quintana Roo
La Secretaría de Educación del Estado de Quintana Roo es una dependencia de la Administración Pública Estatal, establecida con el fin de dar vigor y sustento a la educación de todos los habitantes del estado de Quintana Roo.

## Antecedentes
En 1921 se creó en México la Secretaría de Educación Pública, también en ese mismo año el analfabetismo se extendía a 66.1% de la población adulta, actualmente el analfabetismo se ha reducido a menos del (8.8)10% de la población adulta, la escolaridad promedio alcanza 7.8 grados y se atiende a más de 30.9 millones de educandos en los diversos niveles educativos, tipos y modalidades en cerca de 225 mil escuelas, a través de 1.5 millones de profesores.
El 18 de mayo de 1992 se traspasan a las entidades federativas los establecimientos escolares, con todos los elementos de carácter técnico administrativo, derechos y obligaciones, bienes muebles e inmuebles. El Gobierno del Estado de Quintana Roo, asume la responsabilidad de administrar los planteles educativos, en sus diversas modalidades de educación básica y a la formación de maestros, derivado de esta se crea un organismo público descentralizado del Poder Ejecutivo, dotado de personalidad jurídica y patrimonio propio denominado Sistema Educativo Quintanarroense.
El 1 de octubre de 1999 la denominación cambia a Servicios Educativos y Culturales con la finalidad de que la sociedad los identificara con las mismas siglas a este organismos y a la Secretaría de Educación y Cultura.
La Secretaría de Educación y Cultura se encarga de coordinar los esfuerzos en materia educativa de las entidades desde su conformación en 1974.
El sistema educativo estatal atiende actualmente a 284 mil 48 educandos en los diversos niveles.